# Yameo
Yameo, pleme američkih Indijanaca porodice Peba-Yagua koji su živjeli u Peruu duž rijeke Marañon (gornji Amazon), od ušća Tigre do Nanaya. Njihov broj spao je 1925. na 50, da bi iščeznuli u šezdesetim godinama 20. stoljeća. Posjetili su ih i pisali o njima istraživač La Condamine (1701-1774) i Miguel de la Quadra-Salcedo.
Yameo Indijance u kulturno-jezičnu skupinu Peba uključuju Steward i Métraux, a opisuju je kao kukturno i socijalno mnogo jednostavniju od susjednih skupina. Otac Andrés de Zarate kaže da su bil ijedna od najbrojnijih skupina podijeljena na 40 užih grupa, svaka s vlastitim kasikom (cacique). živjel isu u velikim maulti-obiteljskim kućama ispod kojih su sahranjivali svoje mrtve.
Procjenjuje se da ih je moglo biti između 10.000 i 12.000

## Vanjske poveznice
- Miguel de la Quadra-Salcedo